# 蓬萊閣
蓬萊閣（ほうらいかく）は、中国の楼閣。黄鶴楼、岳陽楼、滕王閣とともに「中国四大名楼」に称される。山東省煙台市の市轄区である蓬萊区北部の丹崖山の断崖の上にある。北宋の嘉祐6年（1061年）、登州知州の朱処約は、唐代に漁民が建てた龍王廟を丹崖山の西側に移し、もとの場所に蓬萊閣を建立した。元豊8年（1085年）、文豪蘇軾が知登州軍州事となり在任は5日間であったが、詩文を書き残した。この詩文が名声を得て、蓬萊閣の名前も知られるようになった。
蓬萊閣、天后宮、竜五宮、呂祖殿、三清殿、弥陀寺の計6つの建物およびそれに付随する建造物からなり、建築面積1.89万㎡、敷地面積は3.28万㎡。閣内には至る所に文人の貴重な書や対聯の石刻がある。蓬萊閣は、「八仙」が海を渡った伝説や海上に浮かぶ蜃気楼で有名である。
東側に隣接する蓬萊水城（明代の海軍要塞。戚継光父子が水軍を鍛錬し倭寇を撃退した）とともに1982年、全国重点文物保護単位（分類　古建築及歴史記念建築物　編号2-37）に登録された。中国の5A級観光地（2007年認定）でもある。